# Robonauta

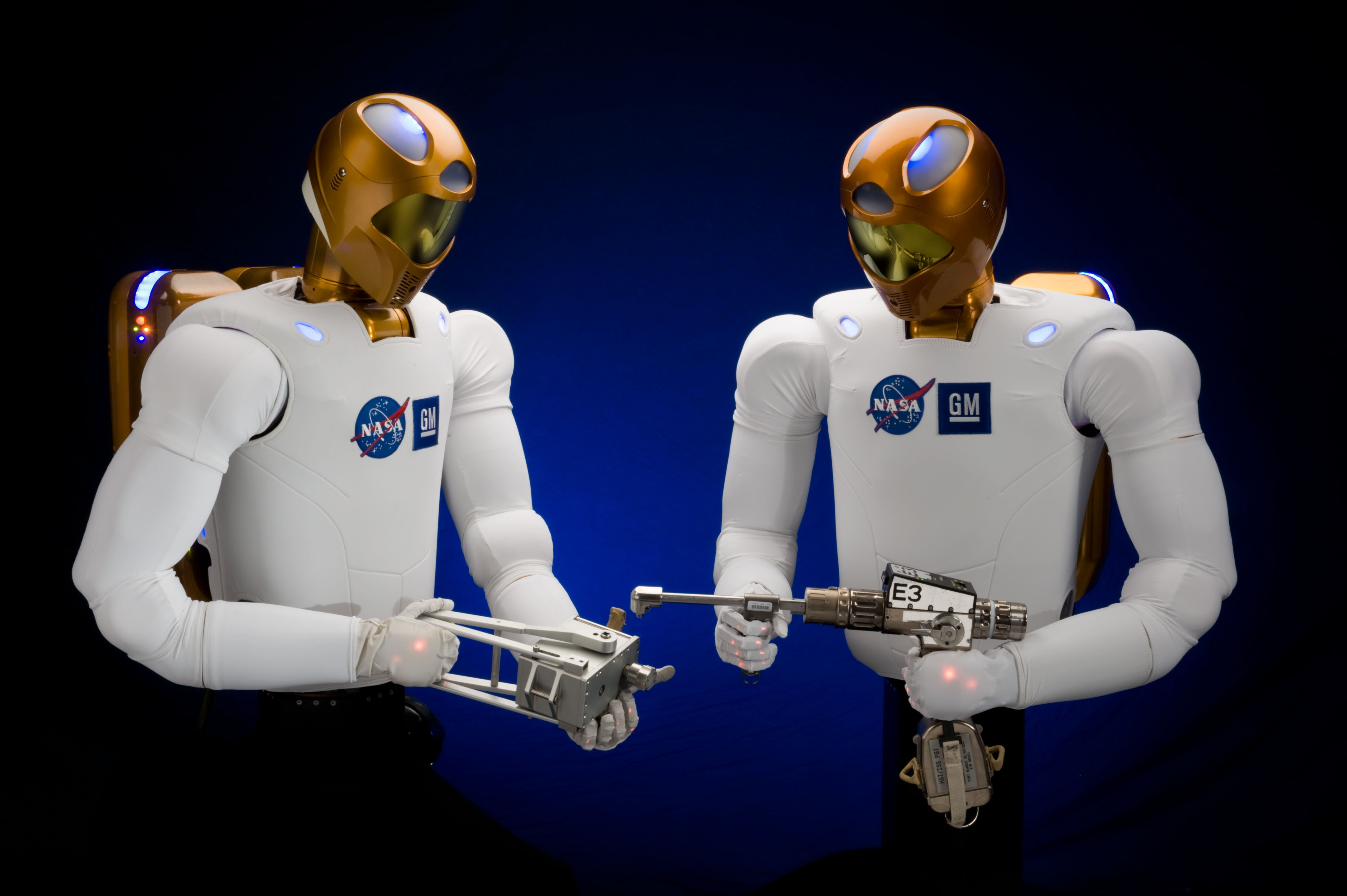
R2 nel luglio del 2009

Il Robonauta è un robot umanoide sviluppato Dextrous Robotics Laboratory al Johnson Space Center (JSC) della NASA che si trova a Houston, in Texas.
Questo robot si differenzia dagli altri robot presenti sulla Stazione spaziale internazionale per la sua destrezza e maggiore precisione che ha negli arti.
Il suo compito è di lavorare a fianco agli astronauti, assolvendo compiti e mansioni complessi come ad esempio maneggiare strumenti spaziali.
L'ultima versione di questo robot è stata lanciata il 24 febbraio 2011 con la missione STS-133 a bordo dello Space Shuttle Discovery. È stato trasportato nella stazione il successivo 26 febbraio.

## Concezione

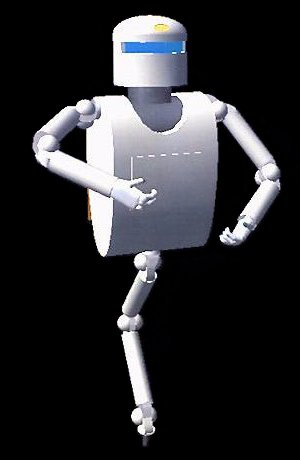
Robonaut 1996 concetto

I lavori sul primo Robonaut iniziarono nel 1997. L'idea era di costruire un robot umanoide che fosse in grado di aiutare gli astronauti in lavori in cui un paio di mani in più sarebbero state utili, lavori in cui si avrebbe messo in pericolo i membri dell'equipaggio o lavori troppo banali. Questo sistema non avrebbe bisogno di strumenti specifici, ma sarebbe in grado di utilizzare gli stessi degli astronauti. Il progetto iniziale di Robonaut era quello di essere utilizzato come end-effector per il braccio robotico della Stazione spaziale internazionale, dove poteva servire come alternativa alle attività umane extra-veicolari per la manutenzione esterna della stazione.

## Robonaut 1
Robonaut 1 (R1) è stato il primo modello. Le due versioni Robonaut (R1A e 1RB) hanno avuto molti partner, tra cui DARPA. Nessuna delle due versioni è stata mandata nello spazio. Altri progetti per Robonaut proponevano usi per teleoperazione sulle superfici planetarie, dove Robonaut potrebbe esplorare una superficie planetaria mentre riceve istruzioni dagli astronauti in orbita sopra di lui.

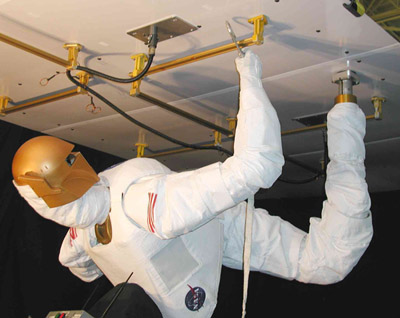
Robonaut with zero-g leg

## Robonaut 2

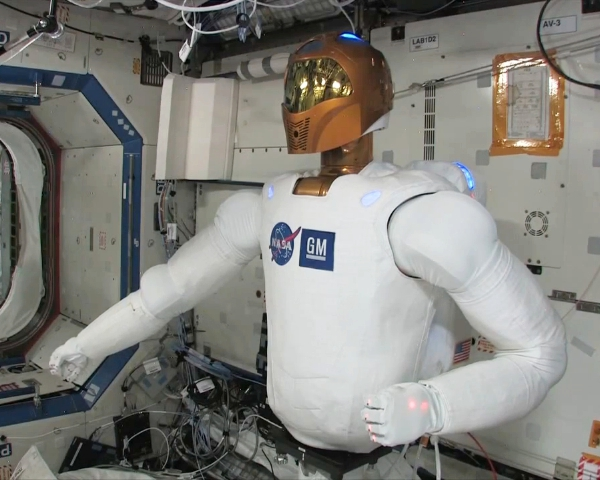
R2 si muove per la prima volta a bordo della ISS

Nel febbraio 2010, Robonaut 2 (R2) è stato rivelato al pubblico. R2 è quattro volte più veloce di R1, più compatto, più abile e include un campo di rilevamento più ampio. Può muovere le braccia fino a 2 m/s, può sollevare massimo 40 lb e le sue mani hanno la forza di afferrare all'incirca 5 lb per dito. Ci sono inoltre 350 sensori e 38 processori PowerPC nel robot.
I membri dell'equipaggio della stazione saranno in grado di far funzionare R2, come anche dalla terra; entrambi potranno farlo mediante la telepresenza. Uno dei miglioramenti rispetto alla precedente generazione è che R2 non ha bisogno di supervisione costante. In previsione di un futuro obiettivo in cui la distanza e i ritardi renderebbero problematica la gestione continua, R2 è stato progettato per essere impostato per un compito svolgendolo autonomamente con controlli periodici di stato. Anche se non è stata replicata tutta la gamma umana di movimenti e sensibilità, la mano del robot ha 12 gradi di libertà come anche 2 gradi di libertà nel polso. Il modello R2 utilizza anche sensori tattili sulla punta delle dita.

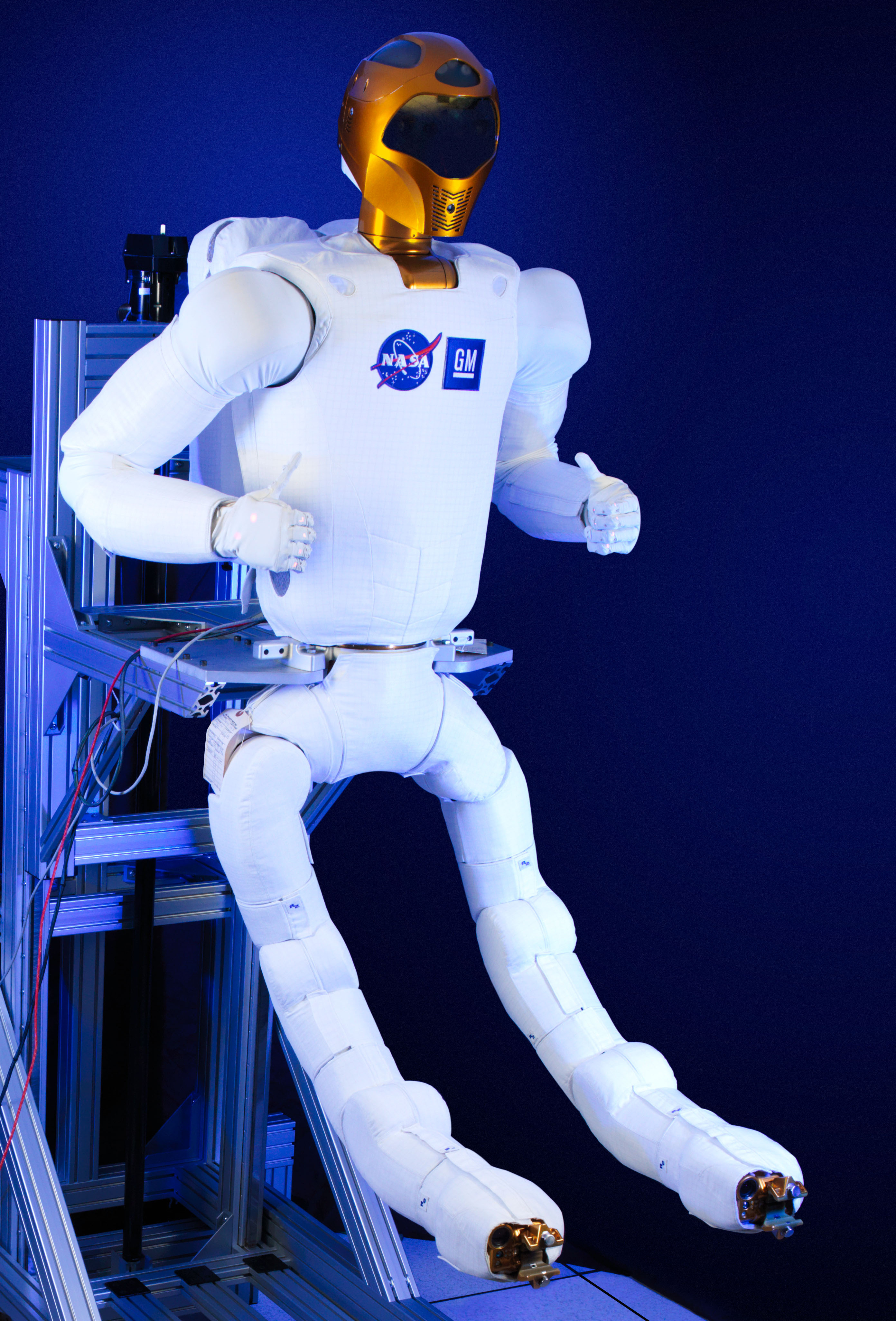
R2 con le sue 'climbing legs'